# Kétcsíkos hegyiszitakötő
A kétcsíkos hegyiszitakötő vagy ritka hegyiszitakötő (Cordulegaster heros) a rovarok (Insecta) osztályának szitakötők (Odonata) rendjébe, ezen belül az egyenlőtlen szárnyú szitakötők (Anisoptera) alrendjébe és a hegyi szitakötők (Cordulegastridae) családjába tartozó faj.

## Előfordulása
A kétcsíkos hegyiszitakötő Európában széles körben előfordul. A hegyvidékeken közel 1500 méter magasságig található meg. A kétcsíkos hegyiszitakötő szigetszerű foltokban, csak helyenként gyakori.
Magyarországon ritka. Egyik élőhelye a Nyugat-Mecsekben található Petőczi-árok, ahol évek óta zajlik a kirepülési jellemzőinek monitorozása.

## Megjelenése
A kétcsíkos hegyiszitakötő 8 centiméter hosszú, szárnyfesztávolsága 10 centiméter. Nevét a középső potrohszelvényeken látható 2-2 sárga gyűrűnek köszönheti. Szemei a fejtetőn egy pontban érintkeznek. A hím felső potrohfüggelékei egymás mellől indulnak, és kifelé széttartók.

## Életmódja
A lárvák keskeny, gyors sodrú, tiszta vizű hegyi patakokban fejlődnek, az imágók is ezek közelében repkednek. A kifejlett szitakötők alig távolodnak el származási helyüktől. A hímek a víz mentén repülnek fel és alá, de gyakran letelepszenek.

## Szaporodása
A kétcsíkos hegyiszitakötő júniustól augusztus végéig repül. A nőstény csaknem függőlegesen lefelé tartott potrohhal libeg fel-alá a víz fölött, és hosszú tojócsövének segítségével a sekély vízbe rakja petéit. A lárvák fejlődése több évig tart.